# Evodinus monticola
Evodinus monticola là một loài bọ cánh cứng thuộc phân họ Lepturinae, trong họ Cerambycidae. Loài này phân bố ở Canada, và Hoa Kỳ.

## Phân loài
Loài này có 2 phân loài:
- Evodinus monticola monticola (Randall, 1838)
- Evodinus monticola vancouveri Casey, 1913